# سپرسپری
سپرسپری (نام علمی: Biscutella) نام یک سرده از تیره شب‌بویان است.